# Trans-Adriatische pijpleiding
De trans-Adriatische pijpleiding maakt onderdeel uit van een groot Azerbeidzjaans gasproject en de pijpleiding zal aardgas vervoeren van de Turks-Griekse grens naar de uiterste punt van Italië.

## Geschiedenis
Het initiatief voor de aanleg van de pijpleiding werd in 2003 genomen door het Zwitserse bedrijf EGL Group, nu Axpo. In maart 2007 lag de route voor de pijpleiding vast. In februari 2008 richtte Axpo en de Noorse partner Statoil de joint venture Trans Adriatic Pipeline AG (TAP) op om de bouw van de leiding ter hand te nemen. In 2008 bereikte TAP overeenstemming met Griekenland over de bouw van de pijpleiding, in 2009 volgde Albanië en in 2010 vroeg TAP toestemming voor de aansluiting met het bestaande leidingnetwerk in Italië.
In februari 2012 maakten de partners een voorlopige keuze voor de TAP om aardgas vanuit het nieuwe en grote Shah Deniz-gasveld in Azerbeidzjan te transporteren naar Zuid-Europa. De partners in de ontwikkeling van het gasveld kregen ook het recht om een aandeel van 50% in TAP te nemen. In juli 2013 viel de finale keuze op deze pijpleiding waarmee de alternatieve route van de Nabucco-pijpleiding kwam te vervallen. Later dat jaar werden BP, SOCAR, Total en Fluxys aandeelhouder. In september 2014 namen Fluxys en Enagás de aandelen over van Total (10%) en E.ON (9%) in TAP. Met de koop breidde Fluxys het belang met 3% uit tot 19% en het Spaanse Enagás werd een nieuwe partner met 16% van de aandelen. In december 2015 verkocht Statoil het belang in TAP aan het Italiaanse gastransportbedrijf Snam. Snam betaalde € 208 miljoen en kreeg daarmee 20% van de aandelen in handen.
In mei 2016 zijn de eerste stalen buizen in Griekenland aangekomen waarmee de bouw van start kan gaan. Per jaarultimo 2017 was zo'n 65% van het project klaar. In Griekenland en Albanië is 380 kilometers van de in totaal 765 km lange route hersteld en gebruiksklaar. Met de bouw van de compressorstations in Fier (Albanië) en Kopoi (Griekenland) is begonnen en de bouw hiervan ligt op schema. De compressors worden geleverd door Siemens AG. In het vierde kwartaal van 2020 kwam de pijplijn in gebruik.
In 2021 was de pijplijn een volledig jaar in gebruik. Van de capaciteit werd 80% benut, er stroomde ruim acht miljard m³ gas door de leiding.

## Technische gegevens
De TAP begint op de grens tussen Turkije en Griekenland. Daar sluit de pijpleiding aan op de bestaande trans-Anatolische gaspijpleiding (TANAP). De route loopt via het noorden van Griekenland, naar Albanië en vandaar via de zeebodem van de Adriatische Zee naar de zuidpunt van Italië. Hier sluit de pijpleiding aan op het bestaande gasnetwerk van SNAM. De totale lengte is 878 kilometer, waarvan 550 km in Griekenland, 215 km in Albanië, 105 km over de zeebodem en tot slot nog 8 km in Italië. De maximale diepte is 820 meter onder het zeeniveau.
De pijpleiding krijgt een capaciteit van 10 miljard m³ per jaar, maar kan als daar behoefte naar bestaat in capaciteit worden verdubbeld. De diameter wordt 48 inch of 1219 millimeter. Er komen voorzieningen om ook aardgas vanuit Italië naar Albanië en Griekenland te pompen waarmee de leveringszekerheid van gas in die regio ook verbetert.

## Financiering
De totale kosten voor de aanleg van de pijpleiding werden geraamd op € 5 miljard.
Op 6 februari 2018 keurde de Europese Investeringsbank (EIB) een lening voor het project goed ter waarde van € 1,5 miljard, dit in het kader van haar taak, namelijk het “bevorderen van de voorwaarden voor duurzame ontwikkeling in de landen van het Middellandse Zeegebied”. In januari 2019 wist TAP een bijkomende financiering van € 3,9 miljard af te sluiten, met participatie van de Europese Investeringsbank, de Europese Bank voor Wederopbouw en Ontwikkeling (EBRD), exportkredietfaciliteiten en commerciële banken.